# Casino de Madrid

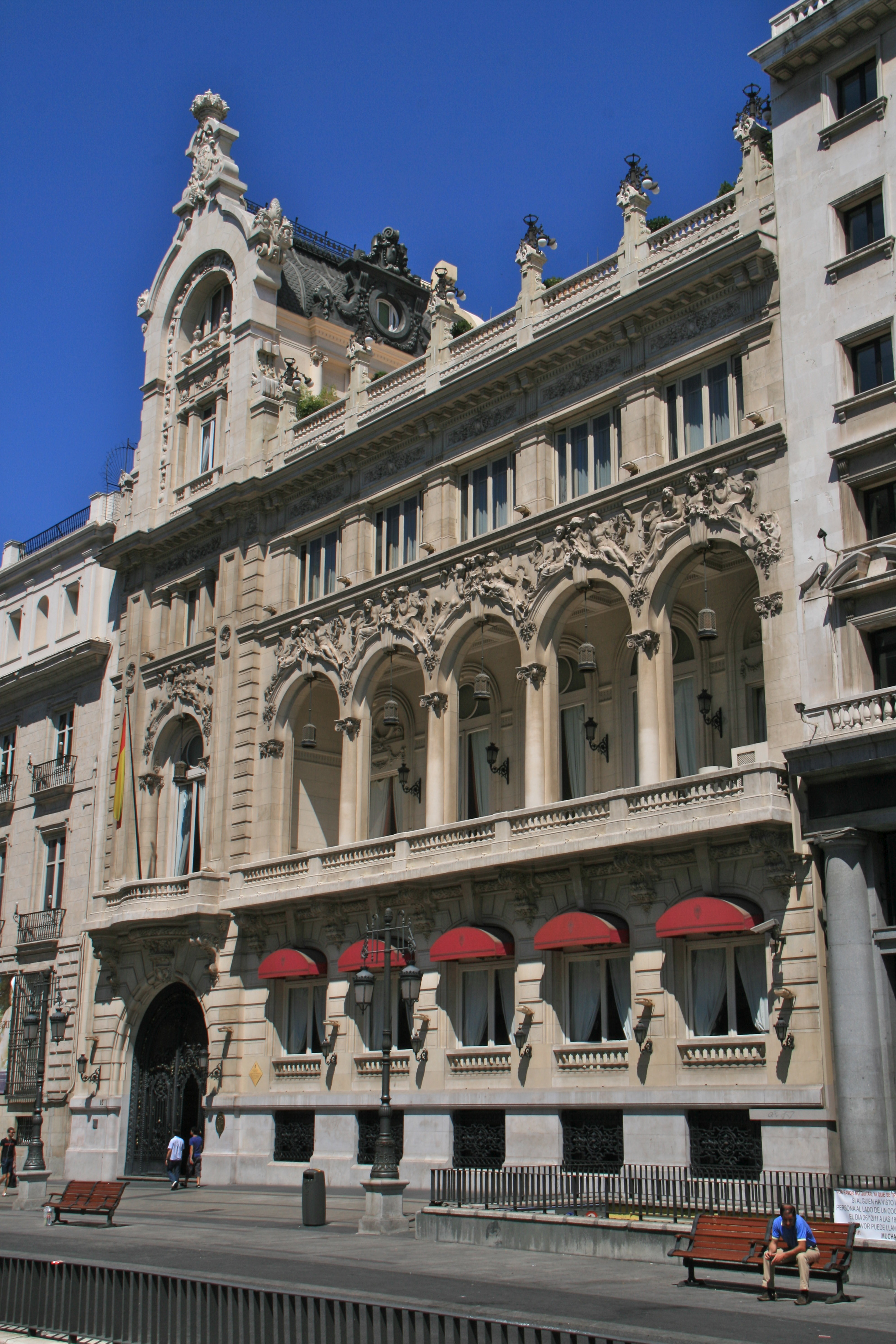
Fachada do Casino de Madrid na calle de Alcalá.

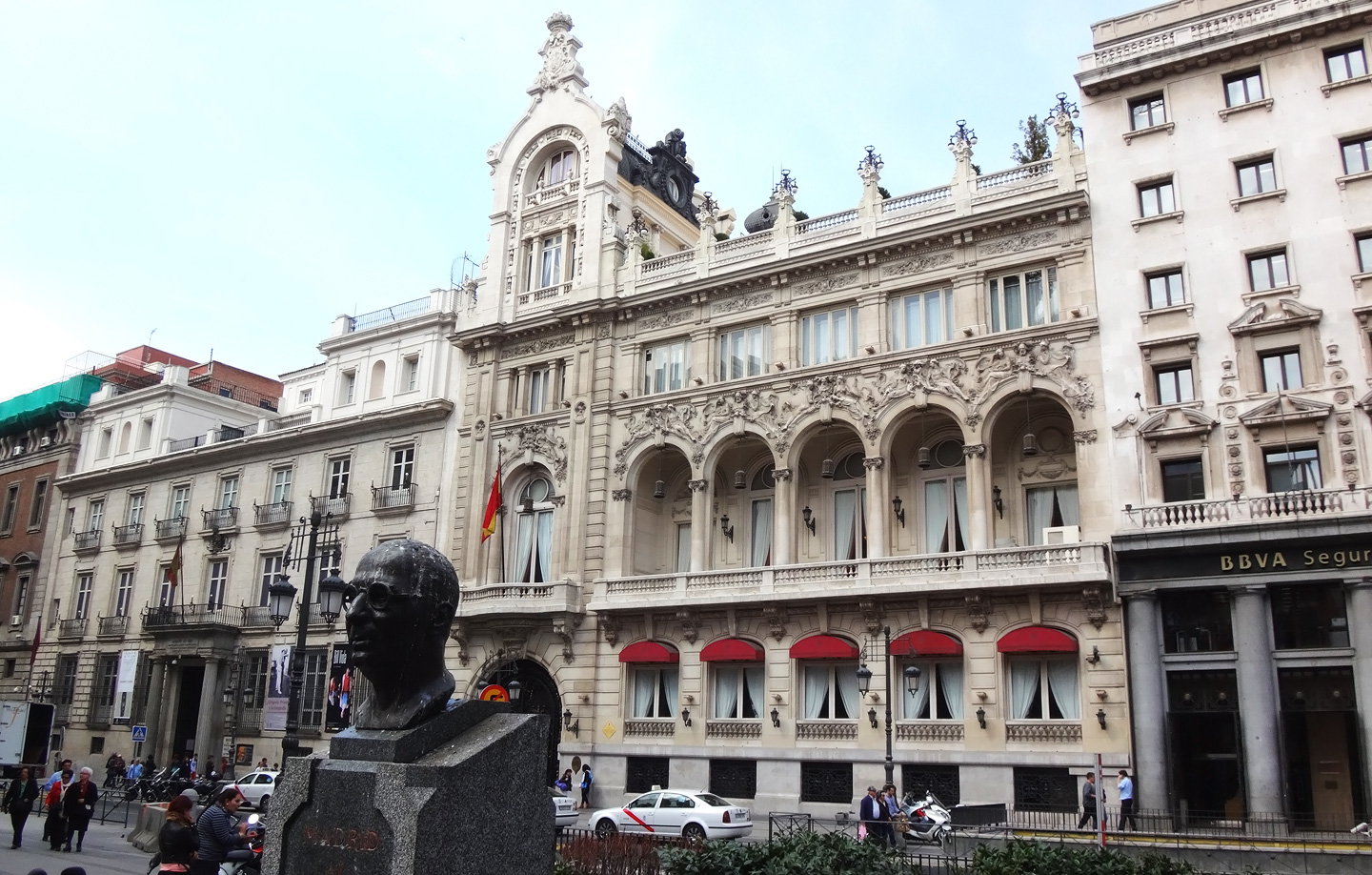
O Casino de Madrid, na calle de Alcalá.

O Casino de Madrid é um casino cultural ou casino recreativo (uma sociedade de recreio, surgida em Espanha no século XIX, de carácter privado e aberto só aos seus sócios e não um casino de jogos de azar) localizado em Madrid, Espanha. Fica na calle de Alcalá número 15. Nasceu como clube social em 1836, à margem da política e com o objetivo de ser um lugar que congregasse os seus membros para reuniões. Foi declarado Bem de Interesse Cultural em 1993.